# Paxton Whitehead
Pour les articles homonymes, voir Whitehead.
Paxton Whitehead est un acteur britannique né le 17 octobre 1937 dans le Kent (Royaume-Uni) et mort le 16 juin 2023 dans le comté d'Arlington.

## Filmographie

### Cinéma
- 1986 : À fond la fac : Dr. Phillip Barbay
- 1986 : Jumpin' Jack Flash : Lord Malcolm Billings
- 1987 : Baby Boom : Center Instructor
- 1991 : Omer, le roi des cabots : Count (voix)
- 1992 : Nervous Ticks : Cheshire
- 1993 : Les Aventures de Huckleberry Finn : Harvey Wilks
- 1993 : My Boyfriend's Back : Judge In Heaven
- 1995 : Goldilocks and the Three Bears : McReady
- 1997 : Rocket Man : British Reporter
- 1999 : Hubert, son altesse caninissime : Basil Rathwood
- 2001 : Kate et Léopold : Oncle Millard
- 2009 : The Aristocrat : Bob Wirtz

### Télévision

#### Téléfilms
- 1975 : The First Night of 'Pygmalion' : Herbert Beerbohm Tree
- 1979 : Riel : McDougall
- 1986 : The Alan King Show : John Emerson
- 1990 : Chips, Chien de Combat : Smythe
- 1991 : Child of Darkness, Child of Light : Father Rosetti
- 1992 : Boris and Natasha : Anton / Kreeger Paulonvytch
- 1992 : Monster in My Pocket: The Big Scream : Dr. Henry Davenport, the Invisible Man (voix)
- 1993 : 12h01 - prisonnier du temps : Dr. Tiberius Scott
- 1994 : Trick of the Eye : Deane
- 1996 : London Suite : Dr. McMerlin
- 2011 : The Importance of Being Earnest : Rev. Canon Chasuble

#### Série télévisés
- 1960 : Knight Errant Limited : Mr. Sewell (saison 2, épisode 1)/James Harper (saison 3, épisode 3)
- 1961 : Golden Showcase : Benvolio
- 1974 : The National Dream: Building the Impossible Railway : Lord Dufferin (épisode 3)
- 1982 : Magnum : William Troubshaw (saison 3, épisode 7)
- 1982 : Pour l'amour du risque : Patrick Burke (saison 3, épisode 21)/Gordon Chumley (épisode 7, saison 4)
- 1985 : Brothers : Barnes (épisode 12, saison 2)
- 1986 : L'agence tous risques : Morgan (épisode 19, saison 4)
- 1987 : Ricky ou la belle vie : Charles Sinclair (épisode 15, saison 5)
- 1987 : Down and out in Beverly Hills : Derek (épisode 11)
- 1987 : Marblehead Manor : Albert Dudley (24 épisodes)
- 1988 : Great Performances : Phipps
- 1988 : Baby Boom : Dr. Whittaker (épisode 3)
- 1989 : Arabesque : Capitaine Oliver (épisode 3, saison 6)
- 1989 : The Nutt House : Alec Creed (épisode 9)
- 1991 : New York, police judiciaire : Fenwick (épisode 20, saison 1)
- 1991 : Une femme indésirable : Hector Paradiso (épisodes 1 et 2)
- 1992 : Hale the Hero : General Howe (épisode 1, saison 2)
- 1992-1993 : Dinosaures : Sir David Tushingham (épisode 12, saison 2 et épisode 22, saison 3)
- 199 et 1997-1999 : Dingue de toi : Hal Conway (épisode 10, saison 1, épisode 1 et 17, saison 6 et épisode 7, 8, 10, 16, 21 et 22, saison 7)
- 1993 : Almost Home : Sir Reginald Harrington (épisode 5)
- 1995 : Simon : Duke Stone (11 épisodes)
- 1995-1996 : Ellen : Dr. Whitcomb (épisode 18 et 22, saison 2 et épisode 4, saison 4)
- 1996 : The Real Adventures of Jonny Quest : Commander (épisode 1, saison 1)
- 1996 : Caroline in the City : Cat's Producer (épisode 3, saison 2)
- 1996 : Troisième planète après le soleil : Dr Menard (épisode 8, saison 2)
- 1996 : Frasier : Dr Campbell (épisode 7, saison 4)
- 1997 : Liberty! The American Revolution : Horace Walpole
- 1998 : Demain à la une : Vesti (épisode 12, saison 2)
- 1998 : Friends : Mr. Waltham (épisode 13 et 14, saison 4)
- 2000 et 2004 : À la Maison Blanche : Bernard Thatch (épisode 10, saison 2 et épisode 7, saison 6)
- 2001 : Temps mort : Chancellor Johns (épisode 13)
- 2002 : Le Drew Carey Show : Helford (épisode 23, saison 7)
- 2007 : Desperate Housewives : Graham Hainsworth (épisode 17, saison 3)